# Das Haus an der Veronabrücke
Das Haus an der Veronabrücke ist eine Novelle des österreichischen Schriftstellers Friedrich Halm aus dem Jahre 1864 und spielt in der 1. Hälfte des 16. Jahrhunderts in Venedig. Ein alter Kriegsveteran, unfähig, noch selbst Nachkommen zu zeugen, versucht darin, seine junge Frau mit einem Liebhaber zu verkuppeln, in der Hoffnung, dass sein Reichtum einst dem aus dieser Verbindung entstandenen Sohn zufalle und nicht seinem missratenen Neffen. Alle seine Versuche scheitern aber an der unerschütterlichen Tugendhaftigkeit seiner Frau. 

## Hauptfiguren
- Messer Ruggiero Malgrati, ein alter adeliger Venezianer und ehemaliger Offizier
- Ambrosia, seine junge Gattin
- Anselmo, sein Neffe
- Heinrich Ilsung, ein deutscher Kaufmann

## Inhalt
Die junge Ambrosia Minelli erlebt binnen kurzer Zeit, wie ihr Vater stirbt, ihr Bruder im Krieg fällt und ihre Mutter den beiden nachfolgt. Als Vollwaise führt die mittlerweile zur blühenden jungen Frau herangewachsene Ambrosia ein stilles und zurückgezogenes Leben im oberen Stockwerk ihres zu großen und leeren Elternhauses, genannt das Haus an der Veronabrücke, und vermietet das untere Stockwerk an Messer Ruggiero Malgrati, einen über 60 Jahre alten, aber noch rüstigen ehemaligen Offizier. Selbst kinderlos und nie verheiratet, muss er damit rechnen, dass nach seinem Tode sein Vermögen seinem einzigen kränklichen Neffen Anselmo zufällt. Nach kurzer Zeit hält Ruggiero in aller Form um Ambrosias Hand an, die diese ihm nach kurzer Bedenkzeit gerne gewährt. Das ungleiche Paar lebt zunächst außerhalb Venedigs auf Ruggieros Landsitz, ihre Ehe ist nicht gerade von leidenschaftlicher Liebe, wohl aber von gegenseitiger Achtung und Zuneigung geprägt. Der erhoffte Kindersegen bleibt zwar aus, was jedoch nicht schwer wiegt, da Anselmo inzwischen zu einem gesunden Burschen herangewachsen ist und das Haus Malgrati so nicht mehr unmittelbar vom Aussterben bedroht ist.
Das stille Glück wird jäh gestört durch Nachrichten von wüsten Ausschweifungen Anselmos und durch zunehmende Forderungen von dessen Gläubigern. Ruggiero sieht sich als Ehrenmann in der Pflicht, seinen Neffen als letzten Spross des Hauses Malgrati wieder auf den Weg der Tugend zurückzuführen. Anselmo interessiert sich aber nur für Glücksspiel, Frauen und Alkohol, und Ruggiero erntet für seine wohlgemeinten Ratschläge Spott und Hohn. Immer unverschämter verlangt Anselmo Geld von seinem Oheim mit der Begründung, dass dieses Geld ja ohnehin bald ihm zufallen werde und er gleichsam nur einen Vorschuss aus seinem zukünftigen Erbe erhalte. Ruggiero ist tief getroffen, will Anselmo jedoch noch nicht völlig aufgeben und setzt auf allmähliche Zermürbung seines Neffen, indem er ihm einstweilen jede weitere finanzielle Unterstützung verweigert. 
Anselmos Treiben wird indessen so arg, dass Ruggiero ihn für drei Monate in einem Wachturm arrestieren lässt. Er nutzt die Zeit, um Anselmo im Haus an der Veronabrücke eine liebevoll eingerichtete Wohnung zu bereiten. Nach Verbüßung seiner Haft trifft Anselmo nahezu verschmachtet, aber innerlich ungebrochen auf Ruggiero und lehnt dessen Bemühungen um seine Besserung mit hohnvollen Worten ab, da er lieber in Freiheit als im goldenen Käfig leben wolle. Als er Ruggiero mit einer zotigen Bemerkung über dessen junge Frau beleidigt, eskaliert die Situation und Ruggiero gibt preis, dass Anselmo ihm seine Haftstrafe zu verdanken habe, worauf Anselmo seinen Oheim mit einem Stock verprügelt und das Weite sucht. Ruggieros Gefühle schlagen nun in Hass gegen seinen Neffen um, und er versucht, mit Ambrosias Hilfe schnell Vater zu werden, um Anselmo so aus der Erbfolge zu drängen. Allein seine schwächer werdende Konstitution macht auch diesen Plan bald zunichte.
Ein alter Fischer mit einem sehr jungen Sohn bringt Ruggiero auf die vermeintlich rettende Idee: Ambrosia soll ein Kind von einem anderen Mann empfangen, welches Ruggiero offiziell dann als seinen Sohn ausgeben will, um so doch noch zu dem ersehnten Stammerben zu gelangen. Unter dem Vorwand der Besorgnis um das Wohlergehen seiner jungen Frau drängt er diese, ihr zurückgezogenes Leben aufzugeben und an den Veranstaltungen der venezianischen Gesellschaft teilzunehmen, freilich ohne ihn, dessen Gesundheit solches Vergnügen nicht mehr gestatte. Ruggiero selbst begibt sich jedoch ebenfalls in Domino-Verkleidung auf die Bälle, um zu sehen, ob sein Plan in Erfüllung geht und seine Frau einen jungen Liebhaber findet. In der Tat beginnt sich bald ein deutscher Kaufmann namens Heinrich Ilsung für Ambrosia zu interessieren. Diese aber wehrt als anständige verheiratete Frau alle seine Annäherungsversuche ab und hält sich schließlich sogar ganz von den Maskenbällen fern.
Ruggiero beschließt nachzuhelfen, nähert sich in seiner Verkleidung dem jungen Ilsung und spornt ihn an, bei Ambrosia nicht locker zu lassen, die nur erobert werden wolle und etwas länger brauche bis zur Einwilligung. Er versorgt Ilsung mit Gedichten, Musikern und Blumensträußen, um dessen Werbung voranzubringen. Doch Ambrosia bleibt standhaft. Ruggiero drängt Ilsung schließlich zur Abfassung eines Briefes an Ambrosia, in dem er ihr unumwunden seine Liebe erklärt. Ambrosia ist entrüstet über diesen Brief und zeigt ihn sofort ihrem Mann Ruggiero. Dieser ist jedoch keineswegs über den Inhalt erbost, vielmehr gibt er seiner Frau zu erkennen, dass er nichts dagegen hätte, wenn diese sich eine Liebhaber nähme, solange nur nach außen der schöne Schein gewahrt bleibe. Im Eifer seiner Rede verrät Ruggiero jedoch seine ureigenste Absicht, nämlich über diesen Umweg doch noch einen Stammhalter und ein Werkzeug seiner Rache an Anselmo zu bekommen. Ambrosia ist über dieses Komplott entsetzt und droht, Ruggiero für immer zu verlassen.
Die Situation ist festgefahren, als Ruggiero erfährt, dass sein Neffe in Erwartung seines baldigen Ablebens bereits Baupläne mit dem Architekten Andrea Palladio schmiedet. Dies spornt Ruggiero zu seiner letzten Aktion an: Er erzählt Ilsung, dass Ambrosia nun endlich nachgeben wolle und schließt ihn in ein Zimmer im Haus an der Veronabrücke ein, wo er Ambrosia treffen werde. Ambrosia bringt er ebenfalls unter einem Vorwand dorthin und bestellt gleichzeitig Mörder, die Ilsung nach vollbrachtem Beischlaf für immer zum Schweigen bringen sollen. Es kommt jedoch nicht zu der geplanten Verkuppelung, vielmehr sprechen Ambrosia und Ilsung sich aus, und beiden wird klar, dass Ambrosias eigener Mann jener Domino war, der Ilsung immer wieder zur Eroberung Ambrosias antrieb. Ilsung kann durch einen geheimen Ausgang das Haus verlassen und entgeht so den Nachstellungen Ruggieros. 
Der auf seinen Erfolg wartende Ruggiero erfährt indessen, dass Anselmo in Rom wegen Hochverrates hingerichtet wurde, daher seine ganze Inszenierung hinfällig geworden ist. Er verfällt in Wahnsinn, da er sich selbst unnötigerweise zum Hahnrei gemacht hat und nimmt sich schließlich das Leben. 
Nach Ablauf des Trauerjahres heiraten Ambrosia und Ilsung und leben fortan in Augsburg.

## Entstehungsgeschichte
Halm empfing die Anregung für diese seine längste Novelle wie auch in anderen Fällen von seinem Freund und späteren Herausgeber Faust Pachler, der angeblich ein ähnliches Geschehen selbst erlebt und die Hauptperson gekannt hat. Halm arbeitete an dem Werk 1862–1864, verlegte die Handlung nach Venedig und reicherte sie mit Motiven aus Macchiavellis Lustspiel Mandragola an. Die Novelle erschien erst posthum in Band 11 der von Faust Pachler und Emil Kuh besorgten Gesamtausgabe.

## Bewertung
Die Novelle ist mit etwa 90 Druckseiten eigentlich schon ein kleiner Roman. Halm setzt venezianisches Lokalkolorit ein, um eine zunehmend morbide Atmosphäre zu schaffen, die den geistigen Zustand Ruggieros widerspiegelt. Die tragische Gestalt ist Ruggiero selbst, der sich derart in seine Monomanie hineinsteigert, dass er die Ehre seiner Gattin zu opfern bereit ist und sogar vor Mord nicht zurückschreckt, obwohl selbst beim (unwahrscheinlichen) Gelingen seiner Anschläge die erhoffte Zeugung eines Sohnes immer noch höchst ungewiss wäre. Leitmotivisch erscheint immer wieder das Haus an der Veronabrücke als Schauplatz der wichtigsten Handlungsakzente der Novelle:
- Tod von Ambrosias Eltern
- Werbung Ruggieros um Ambrosia
- Ruggieros schmachvolle Beleidigung durch Anselmo
- Geplante Verkuppelung Ambrosias mit Ilsung
- Selbstmord Ruggieros

Halm setzt eine auktoriale Erzählsituation ein mit einem flüssigen, fast berichtsartig anmutenden Stil, wozu wesentlich der exzessive und geradezu lehrbuchmäßige Gebrauch der indirekten Rede beiträgt. Anton Schönbach urteilt in Allgemeine Deutsche Biographie 22 (1885), S. 718–725 „Die Erzählungen stellen Halm zu den ersten deutschen Prosaisten.“